# Aslı Özge
Aslı Özge (Estambul, 1 de enero de 1975) es una directora de cine, productora y guionista turca que saltó a la fama en 2009 con su ópera prima Köprüdekiler (en inglés: Men on the Bridge).

## Biografía
Tras licenciarse en Comunicación en la Universidad de Estambul en 1995, Özge comenzó sus estudios en la Facultad de Bellas Artes de la Universidad del Mármara, en Estambul, y se graduó en 1999. Tras su graduación, estrenó el cortometraje Büyük Harf C (Capital C), que ganó la categoría de mejor película en el 22º Concurso Nacional de Documentales y Cine de la İstanbul Fotoğraf ve Sinema Amatörleri Derneği - İFSAK. En 2003, su primer largometraje, Ein bisschen April, una producción germano-turca encargada por la ZDF, se emitió en 3sat. Su siguiente proyecto, el documental Hesperos'un Çömezleri, recibió una nominación en la categoría de Mejor Documental en el Festival de Cine de Antalya en 2005.. En 2009, se estrenó su multipremiado largometraje Köprüdekiler y en 2020, dirigió seis episodios de la primera temporada de la serie de televisión alemana Dunkelstadt.
Desde el año 2000, Özge ha establecido su residencia entre Berlín y Estambul.

## Filmografía

### Como guionista
- 2009: Köprüdekiler (Men on the Bridge)
- 2013: Hayatboyu (Lifelong)
- 2016: Ansızın

### Como productora
- 2009: Köprüdekiler (Men on the Bridge)
- 2016: Auf Einmal

### Como directora
- 2000: Büyük Harf C (Capital C)
- 2003: Ein bisschen April
- 2005: Hesperos’un Çömezleri
- 2009: Köprüdekiler (Men on the Bridge)
- 2013: Hayatboyu (Lifelong)
- 2016: Auf Einmal
- 2020: Dunkelstadt (serie de televisión)
- 2023: Black box

## Premios y reconocimientos
- 2009
  - Nominada al Premio Leopard Club en el Festival Internacional de Cine de Locarno por Köprüdekiler (Men on the Bridge).
  - Ganadora del Tulipán de Oro en el Festival de Cine de Estambul en la categoría de Mejor Película Nacional por Köprüdekiler (Men on the Bridge)
- 2013
  - Nominada al Golden Hugo Award en el Festival Internacional de Cine de Chicago en la categoría Mejor Largometraje por Hayatboyu (Lifelong)
  - Ganadora del Tulipán de Oro en el Festival de Cine de Estambul en la categoría de Mejor Director por Hayatboyu (Lifelong)
- 2016
  - Ganadora del Festival Internacional de Cine de Berlín en la categoría de Cine Europeo - Mención especial para Aslı Özge y Zrinko Ogresta por Auf Einmal
  - Ganadora del premio FIPRESCI en el Festival de Cine de Estambul en la categoría Internacional por Auf Einmal
  - Nominación al Premio Audentia en el Festival de Cine de Estambul en la categoría Internacional por Auf Einmal